# Clarice Beckett
Pour les articles homonymes, voir Beckett.
Clarice Beckett (Casterton, 1887 — Melbourne, 1935) est une peintre tonaliste australienne.

## Biographie

### Jeunesse et formation
Clarice Marjoribanks Beckett naît à Casterton, dans l'État de Victoria, en Australie le 21 mars 1887. Elle est la fille du banquier Joseph Clifden Beckett (c. 1852-1936) et de son épouse Elizabeth Kate, née Brown (c. 1855-1934). Son grand-père est John Brown, maître d'œuvre écossais qui a dessiné et construit Como House (en) et ses jardins à South Yarra, dans la banlieue de Melbourne.
Clarice est pensionnaire au Ballarat Grammar School (en) jusqu'en 1903, avant de passer une année à la Melbourne Girls Grammar. Elle montre des capacités artistiques et, après avoir quitté l'école, prend des cours privés de dessin au fusain à Ballarat ; elle écrit aussi une pièce de théâtre à destination des étudiants et dans laquelle elle se donne un rôle. En 1914, elle s'inscrit à la National Gallery of Victoria Art School de Melbourne, complétant trois années d'études avec Frederick McCubbin avant de poursuivre ses études avec Max Meldrum, dont les théories controversées deviennent un facteur pivot dans la pratique artistique de Beckett.
En 1919, ses parents quittent Bendigo dans la banlieue pauvre de Melbourne, pour s'installer à Beaumaris (en), et, leur santé se détériorant, Beckett prend des responsabilités domestiques qui dictent pratiquement la structure du reste de sa vie, limitant drastiquement sa production artistique. Beckett ne peut sortir qu'à l'aube et au crépuscule pour peindre car la majeure partie de sa journée est consacrée à leur entretien.

### Carrière et œuvre

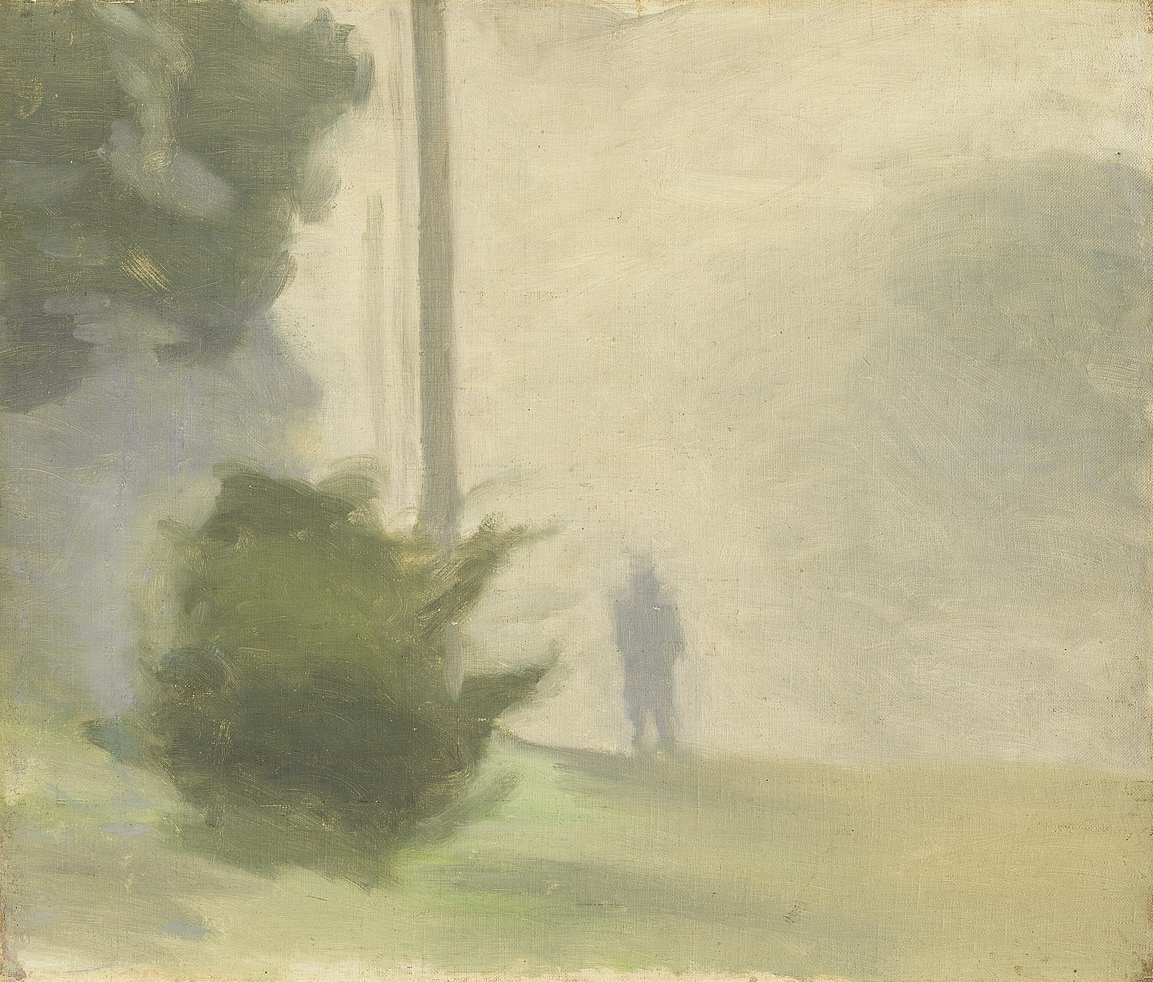
Silent Approach, vers 1924, National Gallery of Australia.

Beckett est reconnue comme l'une des plus importantes artistes modernistes d'Australie, que certains ont qualifiée de « fille de Monet ». Dans sa critique de la première des expositions tenues à la Rosalind Humphrey Gallery en 1971 et 1972, Patrick McCaughey décrit Beckett comme une remarquable moderniste pour la « planéité de la surface dans sa peinture ». Dans leur ouvrage de référence A Story of Australian Painting (« Une histoire de la peinture australienne », 1994), Mary Eagle et John Jones considéraient Hilda Rix Nicholas et Clarice Beckett, comme « [les] meilleure[s] artiste[s] féminine[s] à émerger du milieu artistique de Melbourne dans la décennie de la Première Guerre mondiale. ». Malgré un talent pour le portrait et une vive appréciation du public pour ses natures mortes, le sujet privilégié par son professeur Meldrum, Beckett a préféré le contexte de la peinture de paysage, seule et en extérieur. Elle a peint sans relâche des paysages de mer et de plage, des scènes rurales et suburbaines, souvent enveloppés dans les effets atmosphériques des premiers matins ou soirs. Candice Bruce décrit « un sentiment de mélancolie toujours présent : une vulnérabilité mêlée à un calme qui, même si l'on était dans l'ignorance totale des détails de la vie de l'artiste, serait toujours ressenti ». Ses sujets venaient souvent de la région de Beaumaris, où elle vivait pendant la dernière partie de sa vie. Elle a été l'une des premières de son groupe à utiliser un chariot à peinture ou un chevalet mobile pour faciliter la peinture à l'extérieur à différents endroits,.

#### Qualités formelles et réception
Au milieu de la trentaine, Beckett élucide ses objectifs artistiques dans le catalogue accompagnant la sixième exposition annuelle des Twenty Melbourne Painters en 1924 : 

« donner une représentation sincère et véridique d'une partie de la beauté de la nature, et pour montrer le charme de la lumière et de l'ombre, que j'essaie de donner dans des tons corrects afin de donner le plus possible une illusion exacte de la réalité. »

Un critique de The Age écrit plus tard cette année-là :

« On pourrait imaginer à partir des petites scènes que Miss Beckett a rassemblées, au nom de l'art australien, que l'Australie était dans un état continu de brouillard — toutes sortes de brouillards — rose, bleu, vert et gris avec une brume occasionnelle qui n'était sûrement jamais sur terre ou sur mer. Mlle Beckett est probablement en train de se frayer un chemin à travers les brouillards et sans aucun doute elle […] dépassera au moins la morosité qui caractérise actuellement ses tableaux. »

Un autre critique en 1925 lui reproche « une tendance au flou et à une certaine faiblesse du dessin », mais la complimente sur « la meilleure exposition qu'elle ait réalisée à ce jour [en particulier] une vue à travers les arbres s'approchant de la ville au crépuscule d'une soirée d'hiver », qu'elle a parfaitement dépeint. La même année, le critique du Melbourne Herald James S. MacDonald — généralement injurié et désormais discrédité, — qui, même dans les années 1950, méprisait tout modernisme, à commencer par Paul Cézanne, est particulièrement désobligeant, favorisant, le cas échéant, les études sur les fleurs que Beckett considère comme mineures par rapport à ses paysages.
En 1931, cependant, Percy Leason (en) rédige un long commentaire dans Table Talk, où il s'aventure à une comparaison avec Rembrandt, Whistler et Corot :

« Le travail de Mlle Beckett a tellement de points communs avec eux : il y a un succès similaire dans la réalisation du premier pilier essentiel : une illusion convaincante de l'espace réel, de l'air et de la lumière ; le même raffinement et la même délicatesse de la vraie couleur ; le même respect pour la vraie forme et le vrai caractère ; et la même indifférence totale aux conventions et à la simple manipulation intelligente de la peinture pour le plaisir. »

Cependant, comme ses contemporaines, Beckett est confrontée à des préjugés considérables de la part d'artistes masculins conservateurs. Meldrum, à propos du prix Archibald reçu par Nora Heysen en 1939, a exprimé son opinion sur la capacité des femmes à être de grandes artistes : « Les hommes et les femmes sont constitués différemment. Les femmes sont plus étroitement attachées aux choses physiques de la vie, et s’attendre à ce qu’elles fassent certaines choses aussi bien que les hommes est une folie pure [...] Un grand artiste doit emprunter une route solitaire. Il ne devient grand qu'en s'exerçant à la limite de ses forces tout le temps. Je crois qu'une telle vie n'est pas naturelle et impossible pour une femme ». Une attitude qu'il a nuancée pour son élève préférée Beckett, annonçant lors du décès de Beckett qu'elle « avait fait un travail dont toute nation devrait être fière. »
Aucune œuvre de Beckett n'a été achetée par une collection publique de son vivant, cependant aujourd'hui pratiquement toutes les grandes galeries australiennes possèdent l'une de ses œuvres dans leur collection. En 2001, ses tableaux avaient atteint six chiffres aux enchères.

#### Tonalisme australien

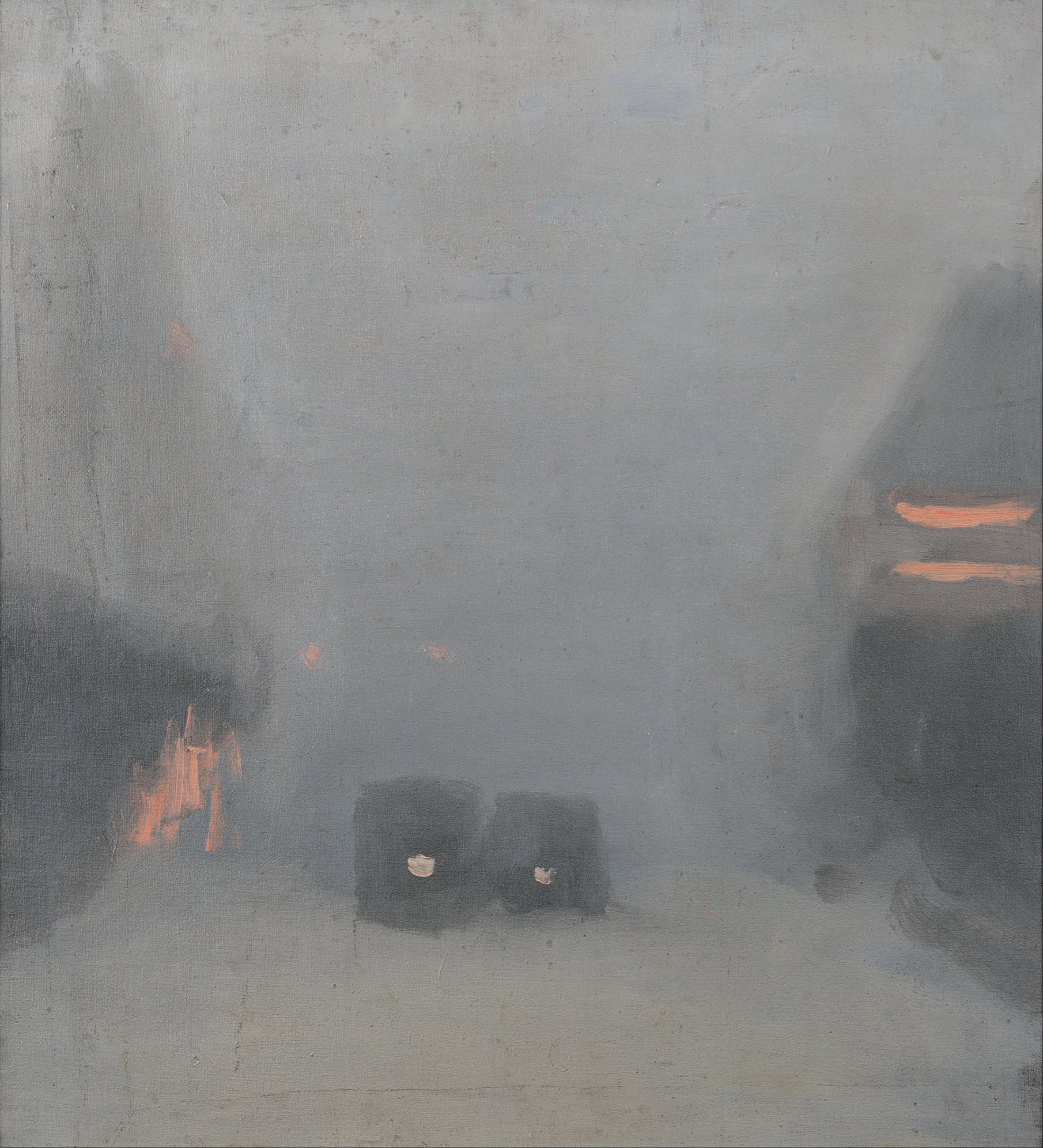
Clarice Beckett, Passing Trams, 1931, Art Gallery of South Australia.

Le tonalisme australien se caractérise par une atmosphère particulière, parfois brumeuse, créée par la méthode de peinture de Max Meldrum de construction « ton sur ton ». Le tonalisme s'est développé à partir de la « théorie scientifique des impressions » de Meldrum. Dans une analyse de 1999, John Christian paraphrase la conviction de Meldrum que l'art « doit être une science pure basée sur l'analyse optique ; son seul but étant de placer sur la toile les premières impressions tonales ordonnées reçues par l'œil. Toutes les parures et références narratives et littéraires doivent être rejetées. » Le tonalisme s'est ainsi opposé au postimpressionnisme et au modernisme. Controversé et impopulaire auprès de leurs pairs, le tonalisme australien est qualifié par l'artiste et professeur influent de Melbourne George Bell comme « un culte qui étouffe tout dans une couche de densité opaque. »
Meldrum a dénoncé la décadence sociale de l'intérêt exagéré des artistes pour la couleur plutôt que le ton et la proportion. La peinture de Beckett représente cependant un écart par rapport aux principes stricts de Meldrum qui dictaient que le ton devait prévaloir sur la couleur, comme commenté dans une critique de journal de son exposition personnelle de 1931. Une critique de son exposition à l'Athénée en 1932 a exprimé sa version particulière de ceci comme « une adaptation de l'art à la nature, qui n'appartient ni au domaine du normaliste orthodoxe ni au moderne déclaré, mais est une expression purement individuelle de certaines sensations dans la lumière, la forme et la couleur. » Rosalind Hollinrake, qui a été en grande partie responsable du renouveau de Beckett,, note une utilisation de la couleur pour renforcer la forme et un dessin plus audacieux dans les dernières années de la courte vie de l'artiste.

### Mort
En peignant la mer au large de Beaumaris lors d'une tempête en 1935, Clarice Beckett développe une pneumonie et en meurt quatre jours plus tard le 7 juillet 1935, à l'âge de 48 ans, dans un hôpital de Sandringham. Elle est enterrée dans le Cheltenham Memorial Park.

## Galerie

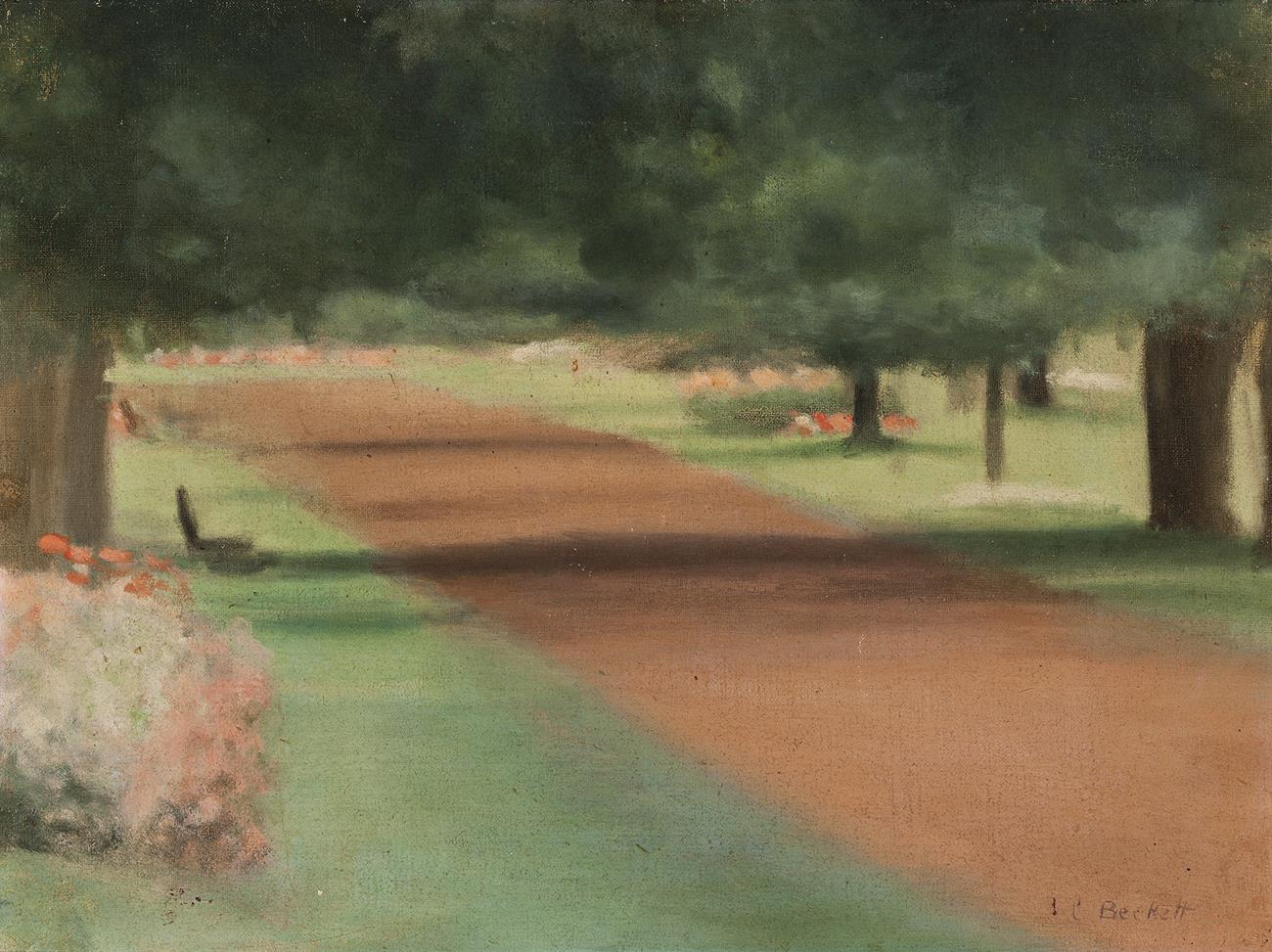
Chestnut Avenue, Ballarat Gardens, c. 1927, coll. priv.
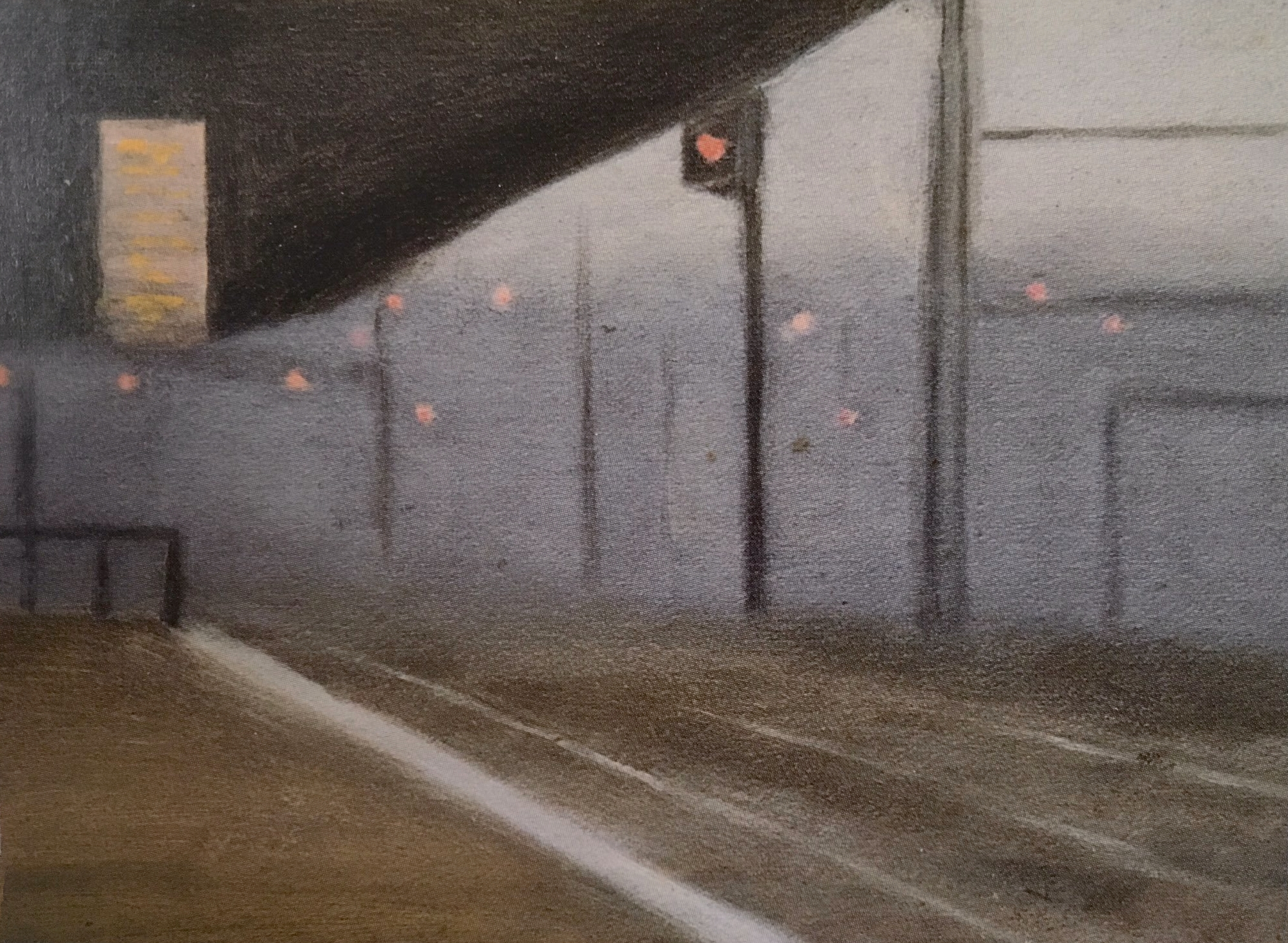
Princes Bridge Station, c. 1928, coll. priv.
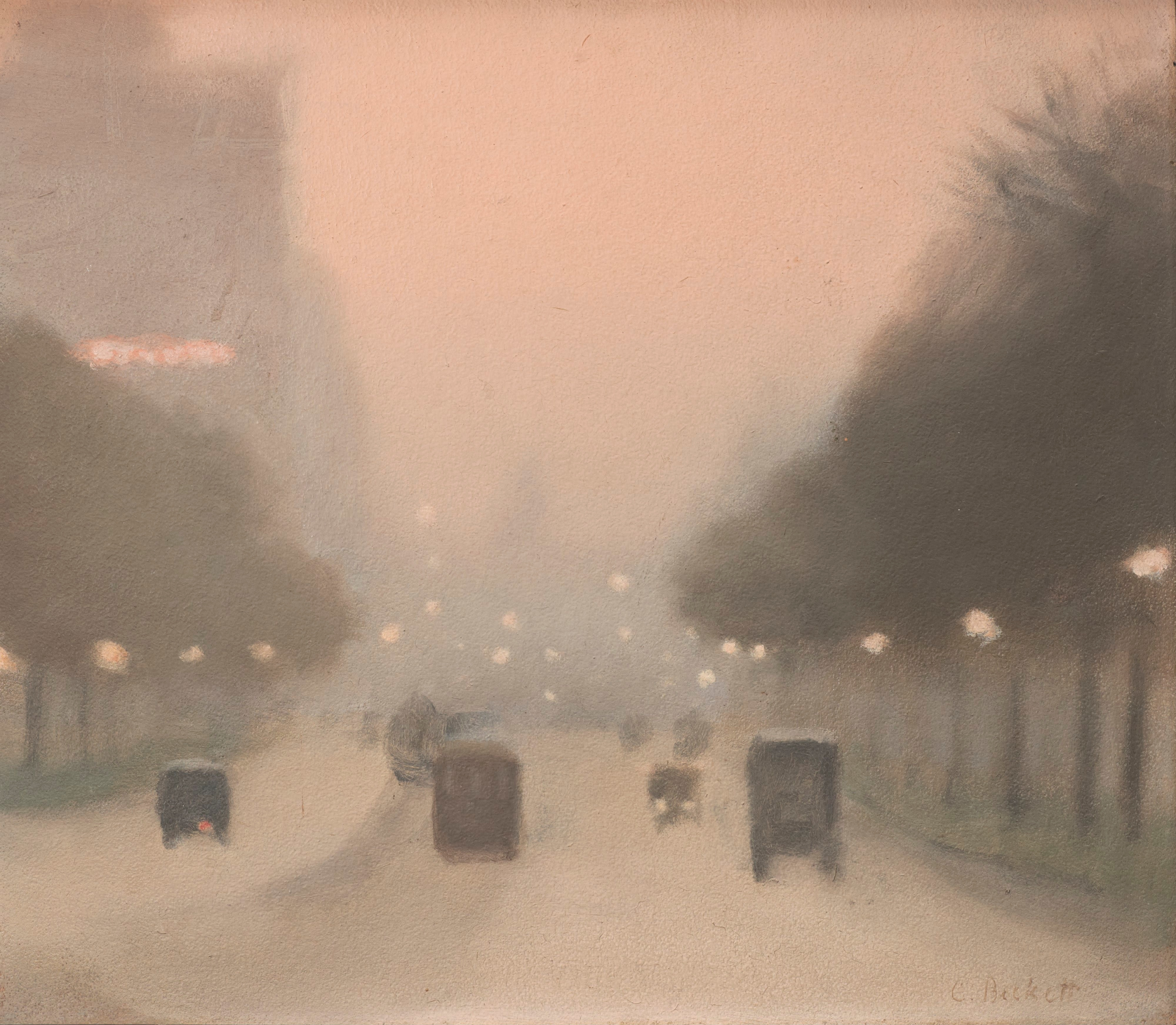
Evening, St Kilda Road, 1930, Galerie d'art de Nouvelle-Galles du Sud.
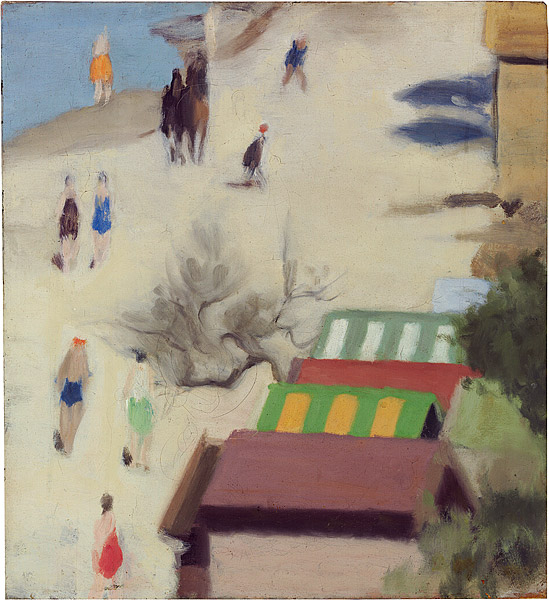
Sandringham Beach, 1933, National Gallery of Australia.

## Reconnaissance et postérité
Une grande exposition commémorative a été organisée par la sœur de Beckett et son père en 1936 à l'Athenaeum. En 1971, la sœur de Beckett a alerté Hollinrake d'une tragédie : plus de 2 000 de ses œuvres avaient été abandonnées aux éléments et à la vermine dans un hangar à foin ouvert près de Benalla,. La plupart sont inaltérables, cependant trente œuvres bien conservées mais négligées ont été découvertes à la colonie d'artistes de Montsalvat (en), envoyées là lorsque la maison Beaumaris a été vidée,. Au cours de 1999 et 2000, l'exposition rétrospective Politically incorrect: Clarice Beckett constituée à partir de certaines des peintures restantes et organisée par le Ian Potter Museum of Art, de l'université de Melbourne, et Rosalind Hollinrake a été présentée dans huit galeries nationales.
La Ballarat Grammar School (en), où l'artiste a étudié, décerne chaque année le prix Clarice Beckett à un étudiant pour ses résultats exceptionnels dans l'étude des arts.
En 2008, l'un des cratères de Mercure est nommé « Beckett » en hommage à Clarice Beckett.